# Tlaxcallanie

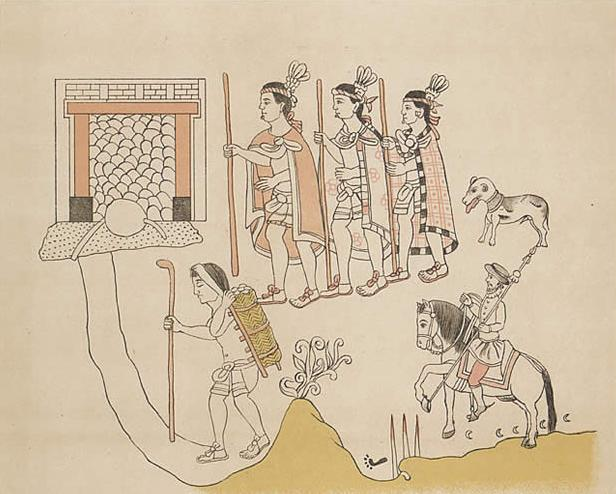
Wojownicy tlaxcalańcy prowadzący hiszpańskiego żołnierza do Chalco

Tlaxcallanie, Tlaxcalanie, Tlaxkalanie – historyczna grupa etniczna zamieszkująca dawniej obszary dzisiejszego stanu Tlaxcala w Meksyku, posługująca się, podobnie jak Aztekowie, językiem nahuatl.

## Historia
Tlaxcallanie stanowili jedną z grup Chichimeków. Przybyli na obszar Tlaxcali w XIV w. Pierwszą osadę – Tepeticpac założył Colhua Quanez w roku 1348. Jego brat – Cuicuitacatl założył Ocotelolco. Xacayamachan Tzonpanetepelohuateuctli założył Tizatlan, natomiast Mizquitl założył Quiyahuiztlan. Te cztery miasta do czasu przybycia Hiszpanów władały Tlaxcalą, a rządy w każdym z nich sprawowali potomkowie założycieli.
Pomimo licznych ataków ze strony Azteków, Tlaxcallanie nigdy nie zostali przez nich podbici. Przez 60 lat trwała blokada Tlaxcali. Nie mogli sprowadzać złota, srebra, bawełny, piór egzotycznych ptaków, kakao i soli. Zostali sprzymierzeńcami Cortesa podczas oblężenia Tenochtitlánu.